# 馬納瓦圖聯
馬納瓦圖聯（Manawatu United），前稱馬納瓦圖年輕之心（YoungHeart Manawatu），是一支已解散的足球會，位于新西兰北帕默斯顿的足球俱乐部，球队是新西兰足球锦标赛参赛球队之一，主场位于北帕默斯顿FMG体育场。

## 球队历史
玛纳瓦图年轻之心创建于2004年，是北帕默斯顿地区唯一一支参加新西兰足球锦标赛的俱乐部。
在锦标赛的首个赛季中(2004/2005赛季)，玛纳瓦图排名联赛垫底，不费力地成为了联赛战绩最差的球队。但是经过一年磨炼的球队逐渐的成为了联赛的一支不可获缺的力量，球队在2005/2006赛季中仅次于奥克兰城夺得亚军。

## 大洋洲赛场
- 大洋洲足球冠军联赛: (1次)

2006赛季 - 季军 - 战胜诺基亚老鹰  4 - 0